# Падіння дому Ашерів (мінісеріал)
Падіння дому Ашерів (англ. The Fall of the House of Usher) — готичний драматичний мінісеріал жахів, створений Майком Фленаґаном. Прем'єра серіалу, заснованого на однойменному оповіданні та інших творах Едгара Аллана По відбулася на Netflix 12 жовтня 2023 року.

## Сюжет
Генеральний директор корумпованої фармацевтичної компанії стикається зі своїм сумнівним минулим, коли його діти починають вмирати таємничими й жорстокими способами.

## Акторський склад

### Головний каст
| Актор             | Роль                                                               |
| ----------------- | ------------------------------------------------------------------ |
| Карла Гуджино     | Орвон                                                              |
| Брюс Грінвуд      | Родерик Ашер, брат-близнюк Меделін                                 |
| Зак Ґілфорд       | молодий Родерик Ашер                                               |
| Мері Макдоннелл   | Меделін Ашер, сестра-близнюк Родерика                              |
| Вілла Фіцджеральд | молода Меделін Ашер                                                |
| Карл Ламблі       | К. Оґюст Дюпен, слідчий поліції                                    |
| Малкольм Гудвін   | молодий К. Оґюст Дюпен                                             |
| Саманта Слоян     | Тамерлана Ашер                                                     |
| Т'Нія Міллер      | Вікторін Лафуркад                                                  |
| Рахул Колі        | Наполеон Ашер                                                      |
| Кейт Сіґел        | Каміль Л'Еспанайє                                                  |
| Сауріян Сапкота   | Просперо Ашер                                                      |
| Кеті Паркер       | Аннабель Лі                                                        |
| Майкл Трукко      | Руфус Вілмота Ґрізволд                                             |
| Генрі Томас       | Фредерик Ашер                                                      |
| Марк Гемілл       | Артур Пім, «персонаж, який напрочуд відчуває себе в тіні як удома» |

### Додатковий каст
| Актор              | Роль                   |
| ------------------ | ---------------------- |
| Паола Нуньєс       | доктор Алессандра Руїс |
| Метт Бідел         | Вільям «Біл-Т» Вілсон  |
| Крістал Балінт     | Морелла Ашер           |
| Кайлі Керран       | Ленор Ашер             |
| Рут Кодд           | Джуно Ашер             |
| Ігбі Рігні         | Тобі                   |
| Ая Фурукава        | Тіна                   |
| Деніел Джун        | Джуліус                |
| Аннабет Гіш        | Еліза                  |
| Роберт Лонгстріт   | містер Лонґфелло       |
| Сара-Джейн Редмонд | місис Лонґфелло        |
| Ніколас Лі         | суддя Джон Ніл         |
| ДжейР Тінако       | Фарадж                 |
| Томмі Нельсон      |                        |
| Лулу Вілсон        | Меделін у дитинстві    |

## Український дубляж
Ролі дублювали:
- Людмила Ардельян – Орвон
- Олександр Ігнатуша – Родерик Ашер
- Володимир Кокотунов – Оґюст Дюпен
- Максим Кондратюк – Артур Пім
- Назар Задніпровський – Фредерик Ашер
- Лариса Руснак – Меделін Ашер
- Юлія Перенчук – Тамерлана Ашер
- Ольга Радчук – Вікторін Лафуркад
- Наталія Романько – Камілла Л'Еспанай
- Руслан Драпалюк – Просперо Ашер
- Роман Чорний – Лео
- В'ячеслав Дудко – Вілсон
- Марина Локтіонова – Аллі
- Вікторія Бакун – Ленор
- Андрій Самінін – Руфус Ґрізволд
- Антоніна Хижняк – Аннабель Лі
- Оксана Гринько – молода Меделін
- Дмитро Гаврилов – молодий Дюпен
- Катерина Брайковська – Юнона
- Вікторія Тишкевич – Тіна
- Кирило Татарченко – Тобі
- Євген Сардаров – Фарадж
- Анастасія Павленко – Дженні
- Катерина Буцька – Моррі
- Ярослав Сидоренко – Джуліус
- Сергій Солопай – Лонґфелло
- Михайло Вовчук – священник
- Володимир Заєць – молодий Родерик

Серіал дубльовано студією «Le Doyen» на замовлення компанії «Netflix» у 2023 році.
- Режисер дубляжу – Євген Сарадов
- Менеджер проєкту – Ярослав Сидоренко
- Перекладачка – Анна Пащенко
- Спеціалістка зі зведення звуку – Альона Шиманович

## Список серій
| № серії | Назва серії                                           | Режисер(и)      | Teleplay by                         | Оригінальна дата виходу |
| --- | ----------------------------------------------------- | --------------- | ----------------------------------- | ----------------------- |
| 1 | «В тихий час глухої ночі» «Midnight Dreary»           | Майк Фленаґан   | Майк Фленаґан                       | 12 жовтня 2023          |
| Родерик Ашер, заможний генеральний директор компанії Fortunato Pharmaceuticals, протягом двох тижнів втратив усіх своїх шістьох дітей: спадкоємця Фредеріка, підприємницю Тамерлану, хірурга Вікторін, ігрового магната Наполеона, керівника відділу зв'язків з громадськістю Каміллу та світського лева Просперо. На похоронах своїх дітей він бачить їх привиди і непритомніє, шепочучи при цьому «Час прийшов». Він запрошує свого запеклого ворога, помічника прокурора Оґюста Дюпена, до будинку свого дитинства, щоб зізнатися у злочинах і розкрити справжню причину смерті його дітей. Дюпен бере участь у судовому процесі проти Fortunato Pharmaceuticals. Компанію Ашерів звинувачують у загибелі тисяч людей, які приймали знеболювальні ліки під назвою «Ліґодон», і у спричиненні епідемії опіоїдів. Під час судового засідання Дюпен заявляє, що співпрацює з інформатором з родини Ашерів. На приватній родинній вечері Родерик оголошує винагороду у розмірі $50 млн за інформацію про особу інформатора. У покинутому напівзруйнованому будинку Родерик Ашер розповідає Оґюсту про своє дитинство. У 1962 році його матір, яка страждала від хронічного болю, передчасно ховають на подвір'ї. Того ж вечора вона викопується з могили і вбиває генерального директора Fortunato Вільяма Лонґфелло, біологічного батька Родерика та Меделін. Родерик також розповідає про доленосну зустріч із таємничою жінкою у новорічну ніч 1979 року. |                                                       |                 |                                     |                         |
| 2 | «Маска Червоної Смерті» «The Masque of the Red Death» | Майк Фленаґан   | Еммі Ґрінвіс і Майк Фленаґан        | 12 жовтня 2023          |
| У 1979 році Дюпен розслідує ексгумації могил людей, які брали участь у випробовуванні ліків. Молодий Родерик живе в одній квартирі зі сестрою Меделін, своєю першою дружиною Аннабель Лі та маленькими дітьми Фредеріком і Тамерланою. Родерик провалює презентацію препарату «Ліґодон» генеральному директору Руфусу Ґрізволду, який замінив на посаді загиблого Лонґфелло. В сьогоденні Родерик, який страждає від синдрому CADASIL, покладає всі свої надії на експериментальний серцевий пристрій Вікторін. Меделін намагається створити штучний інтелект на основі спогадів своєї онуки Ленор. Фредерик, Просперо і Артур Пім мають розібратись з екологічними наслідками на об'єктах, які належать сім'ї Ашерів. Коли Фредерик ображає Просперо, той вирішує влаштувати на одному зі занедбаних об'єктів вечірку-маскарад, щоб довести свою гідність. За його планом, посеред вечірки на гостей має политись вода, після чого почнеться масова оргія. Щоб помститись Фредерику за образу, він запрошує на вечірку його дружину Мореллу. На вечірці з'являється Верна, вона намагається переконати Просперо припинити гулянку. Коли їй це не вдається, вона просить офіціантів, барменів і інших найманих працівників покинути приміщення. За сигналом Просперо включаються розбризкувачі. Виявляється, що в резервуарах зверігалася не вода, а токсичні відходи, які вбивають Просперо і всіх його гостей. |                                                       |                 |                                     |                         |
| 3 | «Вбивство на вулиці Морг» «Murder in the Rue Morgue»  | Майкл Фімоґнарі | Юстина Айрленд і Майк Фленаґан      | 12 жовтня 2023          |
| Артур Пім ідентифікує тіло Просперо і знаходить єдину вцілілу, Мореллу. Вся поверхня її тіла сильно обгоріла. Родерик зізнається Дюпену, що він наказав сховати токсичні відходи у резервуарах для води, щоб уникнути федеральних норм. В минулому, Ґрізволд присвоює собі заслуги за винахід «Ліґодону». Взамін він говорить Родерику, що можливо коли-небудь підвищить його. Наполеон приймає велику кількість наркотиків і вбиває Плуто, чорного кота свого коханця Джуліуса. Камілла дізнається, що незаконні випробовування Вікторін на тваринах були невдалі. Її пристрій для стимуляції серцевої діяльності ніколи не працював, і вона вводила піддослідним шимпанзе великі дози адреналіну, щоб сфальсифікувати результати. Верна приходить до Вікторін у образі пацієнтки, яка воліє дати згоду на випробовування її пристрою. Верна також приходить до Тамерлани і її чоловіка Вільяма у образі ескортниці. Тамерлана має куколд-фетиш, і Вільям змушений відігравати для неї сцени подружньої зради. Камілла проникає до лабораторії Вікторін, щоб отримати докази її брехні. Там вона зустрічає Верну у образі охоронця. Після короткої розмови Верна перетворюється на шимпанзе, який жорстоко вбиває Каміллу. |                                                       |                 |                                     |                         |
| 4 | «Чорний кіт» «The Black Cat»                          | Майкл Фімоґнарі | Метт Джонсон і Майк Фленаґан        | 12 жовтня 2023          |
| Наполеон знаходить у притулку, яким завідує Верна, чорну кішку, абсолютно схожу на Плуто. Він приносить її додому, але кішка постійно дряпає та лякає його. Родина Ашерів намагається впоратися з наслідками смерті Камілли. Артур Пім передає Фредерику телефон, за допомогою якого Просперо запросив Мореллу на вечірку з оргією. Фредерик починає підозрювати свою дружину у зраді. В минулому, молодий Дюпен показує Родерику внутрішні документи Fortunato Pharmaceuticals, на яких стоїть підроблений підпис Родерика. Ґрізволд говорить Родерику, що це просто «канцелярська помилка», і продовжує натякати йому на можливість підвищення. Родерик, Меделін і Аннабель Лі намагаються вирішити, як їм діяти далі. Наполеон у приступі параної намагається вполювати чорну кішку, яку він приніс з притулку. При цьому вони сильно калічать один одного. Врешті-решт, намагаючись схопити кішку, Наполеон стрибає з вікна і розбивається насмерть. |                                                       |                 |                                     |                         |
| 5 | «Серце виказало» «The Tell-Tale Heart»                | Майк Фленаґан   | Дені Паркер                         | 12 жовтня 2023          |
| Діти Родерика, що залишилися живі, обговорюють своє життя і відношення до інших членів родини Ашерів. Фредерик переводить Мореллу з лікарні додому під свою опіку. Вікторін зізнається своїй дівчині, докторці Алессандрі Руїс, що підробила її підпис, щоб випробувати серцевий імплант на людині. Після сварки з Алессандрою Вікторін постійно чує ритмічний шум, який зводить її з глузду. В минулому Меделін зустрічається з Ґрізволдом і пропонує йому запровадити в Fortunato сучасну комп'ютерну систему. У відповідь Ґрізволд сексуально домагається Меделін. Молодий Дюпен радить Ашерам дістати оригінали документів з підробленим підписом Родерика і використати їх як доказ у суді. Родерик і Меделін розповідають Артуру Піму, що жінка, яка з'являлась перед смертю їх дітей, дуже схожа на барменку, яку вони зустріли у новорічну ніч 1980 року. Тамерлана і Вільям сваряться і розлучаються. Родерик навідується до Вікторин. Вона згадує, що під час сварки випадково вбила Алессандру. У відчаї вона відкрила її грудну клітку і встановила серцевий імплант. Саме його звук зводив її з розуму. Вікторин вбиває себе на очах у Родерика. |                                                       |                 |                                     |                         |
| 6 | «Золотий жук» «Goldbug»                               | Майк Фленаґан   | Ребекка Лі Клінґель і Майк Фленаґан | 12 жовтня 2023          |
| Через розлучення з Вільямом і напружену підготовку до запуску персоналізованого велнес-продукту «Золотий жук» у Тамерлани розвиваються галюцинації і безсоння. Меделін намагається переконати Родерика, що у смерті його дітей винна Верна. Вона нагадує йому про угоду, яку вони уклали в новорічну ніч 1980 року. В минулому, Родерик приймає пропозицію Дюпена і погоджується свідчити проти Fortunato у суді. Артур Пім намагається з'ясувати справжню особистість Верни. Він знаходить її в компанії відомих заможних людей на фотографіях, зроблених понад 100 років тому. Ленор разом із понівеченою матір'ю дивиться Netflix, серед рекомендацій з'являється фільм «Гра Джеральда». Потай від доньки, Фредерик дає Мореллі сильні наркотики. Під час запуску «Золотого жука» Тамерлані ввижаються галюцинації: вона бачить серед гостей Верну, також на екрані з'являється секс-стрічка Вільяма з Верною у образі ескортниці. У Тамерлани стається нервовий зрив, вона жбурляє важкий мікрофон у Джуно, другу дружину Родерика, і тікає зі сцени. Вдома вона розбиває всі дзеркала, і уламки одного з них вбивають її. |                                                       |                 |                                     |                         |
| 7 | «Провалля і маятник» «The Pit and the Pendulum»       | Майкл Фімоґнарі | Джеймі Фленаґан і Майк Фленаґан     | 12 жовтня 2023          |
| Фредерик продовжує катувати свою дружину. Він дає їй великі дози наркотиків і вириває декілька зубів. Ленор все більше занепокоюється тим, що батько не надає її матері належної допомоги. У минулому, Родерик готується з Дюпеном свідчити проти Fortunato. На судовому засіданні Родерик зраджує Дюпена і свідчить на користь Fortunato. Меделін пояснює Аннабель Лі, що таким чином Родерик стане найціннішим робітником компанії і дуже швидко отримає керівну посаду і великі фінансові блага. Аннабель Лі глибоко розчаровується у своєму чоловікові. Меделін приїздить до будинку свого дитинства і зустрічається з Верною, яка нагадує їй про умови їх договору. Після інциденту під час презентації «Золотого жука» Джуно хоче відмовитись від прийому «Ліґодону». Родерик розлючується і говорить, що він одружився з нею тільки через її природний імунітет до побічних ефектів препарту. Фредерик хоче знайти обручку Морелли. Він приїздить до будови, де Просперо влаштував свою останню вечірку, заходить всередину і втрачає свідомість через передозування наркотиками. Верна голосом Фредерика віддає наказ знести споруду, і той гине всередині. Меделін сподівається, що угоду, укладену з Верною, можна скасувати, якщо Родерик помре раніше, ніж всі його діти. Вона переконує його скоїти самогубство. Родерик приймає велику дозу «Ліґодону» і запиває ліки алкоголем, але Верна не дозволяє йому померти. |                                                       |                 |                                     |                         |
| 8 | «Ворон» «The Raven»                                   | Майкл Фімоґнарі | Майк Фленаґан і Кіле Санчес         | 12 жовтня 2023          |
| У минулому, Аннабель Лі йде від Родерика. Ґрізволд, вражений хитрістю і підступністю Родерика, високо оцінює його перед акціонерами та керівниками Fortunato. На новорічній вечірці Fortunato Меделін спокушає Ґрізволда і заманює його до підвального приміщення. Там вони з Родериком замуровують отруєного Ґрізволда у стіну. Щоб створити собі алібі, вони йдуть до бару, де працює Верна. Верна пропонує їм угоду: вони проживуть життя як король і королева, всі їх злочини залишаться безкарними, але наприкінці життя Родерика всі його нащадки помруть разом з ним. Брат і сестра приймають умови Верни. Артур Пім влаштовує засідку на Верну, але її неможливо вбити. Верна говорить, що слідкувала за Артуром все його життя. Вона пропонує йому укласти угоду, але він відмовляється. Верна приходить, щоб забрати Ленор. Ленор — єдина порядна людина серед нащадків Родерика. Верна зізнається, що їй шкода, але в неї немає вибору. Вона розповідає Ленор, що її матір виживе і заснує благодійну організацію «Фонд Ленор». Фонд буде допомагати жертвам домашнього насильства і врятує мільйони життів. Родерик зізнається Дюпену, що провів над Меделін обряд муміфікації. Меделін з виколотими очима виходить з підвалу. Шокований Дюпен вибігає на вулицю, а будинок руйнується, поховавши під завалами Родерика і Меделін Ашерів. Після смерті родини Ашерів компанію Fortunato Pharmaceuticals розформовують. Джуно вдається відмовитись від «Ліґодону», і вона використовує свою частку спадщини, щоб допомагати жертвам наркотичної залежності. Артура Піма засуджують за численні злочини, які він скоїв на службі у Ашерів. Оґюст Дюпен і Верна відвідують могили Ашерів, щоб попрощатися з ними. |                                                       |                 |                                     |                         |

## Виробництво
У жовтні 2021 року Netflix оголосив, що Майк Фленаґан розробляє новий мінісеріал за мотивами «Падіння дому Ашерів» та інших творів Едгара Аллана По. 9 грудня 2021 року до акторського складу були обрані Френк Ланджелла, Карла Гуджино, Мері Макдоннелл, Карл Ламблі та Марк Гемілл. Наступного дня були обрані Саманта Слоян, Рахул Колі, Генрі Томас, Т'Нія Міллер, Кейт Сіґел, Сауріан Сапкота, Зак Ґілфорд, Кеті Паркер, Майкл Трукко, Малкольм Гудвін, Крістал Балінт, Кайлі Керран, Кайлі Керран, Ая Фурукава, Метт Бідель, Деніел Джун, Рут Кодд, Роберт Лонгстріт, Аннабет Гіш та Ігбі Рігні. У квітні 2022 року Ланджелла був звільнений із серіалу після розслідування неналежної поведінки, і його роль планується змінити. До кінця місяця замість Лангелли був обраний Брюс Грінвуд.
Фільмування розпочалися 31 січня 2022 року у Ванкувері, Канада і завершилися 9 липня 2022 року.

## Вихід
Прем'єра перших двох епізодів відбулася на фестивалі Fantastic Fest у вересні 2023 року до виходу серіалу на Netflix 12 жовтня 2023 року.

## Оцінки та відгуки
На вебсайті агрегатора рецензій Rotten Tomatoes 90% із 99 відгуків критиків є позитивними із середньою оцінкою 7,9/10. Консенсус вебсайту каже: «Представляючи старовинні історії По, відфільтровані крізь дивовижно темний об’єктив Майка Фленаґана, «Падіння дому Ашерів» приверне увагу шанувальників жахів». Metacritic, який використовує середньозважене значення, дає шоу оцінку 74 зі 100 на основі думки 31 критика, вказуючи на «загалом схвальні відгуки».
Бен Треверс з IndieWire дав серії оцінку B- і написав: «Оскільки абсурдно багаті люди руйнують нашу єдину планету, наші невинні задоволення та саме наше життя, навіть груба, надмірна алегорія може доставити глибоке задоволення. Суперечки, що мільярдери не повинні існувати, рідко бувають такими біблійними». Рецензуючи серіал для San Francisco Chronicle, Ґ. Аллен Джонсон дав оцінку 3/4 і сказав: «Тональна різниця між книгами та серіалом? Творці „Падіння дому Ашерів“ отримують набагато більше задоволення».